# Brother Louie
«Brother Louie» (с англ. — «Брат Луи») — песня немецкой диско-группы Modern Talking. Она дважды выходила синглом — в 1986 и 1998 годах. Слова и музыку написал Дитер Болен. Песня посвящена звукорежиссёру группы Луису Родригесу. Песня стала четвёртым топ-1 хитом группы в чартах Германии. Является одной из самых известных песен группы и по сей день остаётся крайне узнаваемой во всём мире.

## Первая версия
«Brother Louie» — первый сингл с третьего альбома группы Modern Talking — Ready for Romance. Он стал единственным синглом группы, попавшим в топ-5 британского музыкального чарта.
По продажам сингл стал «золотым» в ЮАР и «платиновым» в Германии и Великобритании.

## Форматы сингла
12" Maxi Hansa 602157 year 1986:
1. «Brother Louie» (Special Long Version) (5:15)
2. «Brother Louie» (Instrumental) (4:06)

7" Single Hansa 107912 year 1986:
1. «Brother Louie» (3:41)
2. «Brother Louie» (Instrumental) (4:06)

## Высшие позиции в чартах (1986)
- Германия — 1 место
- Бельгия — 1 место
- Швеция — 1 место
- Финляндия — 1 место
- Испания — 1 место
- Греция — 1 место
- Турция — 1 место
- Израиль — 1 место
- Аргентина — 1 место
- ЮАР — 1 место
- Гонконг — 1 место
- Австрия — 2 место
- Швейцария — 2 место
- Дания — 2 место
- Ирландия — 2 место
- Великобритания — 4 место
- Италия — 5 место
- Франция — 6 место
- Норвегия — 8 место
- Португалия — 10 место
- Мексика — 15 место
- Нидерланды — 16 место
- Канада — 34 место

## Видеоклип к песне (1986)
В основе данного клипа лежит дискотека, на которой выступают Modern Talking. Также в клипе присутствуют различные вставки из фильма «Однажды в Америке» на тему любви.

## Brother Louie ’98
Вторая версия песни, выпущенная синглом в 1998 году, называлась «Brother Louie ’98». Это был второй сингл с седьмого альбома группы — Back For Good.
По продажам сингл стал «золотым» во Франции.

## Форматы сингла (вторая версия)
CD-Maxi Hansa 74321 59412 2 (BMG):
1. «Brother Louie’98» (Radio Edit) (3:23)
2. «Brother Louie’98» (3:35)
3. «Brother Louie’98» (Extended Mix) (4:11)
4. «Cheri Cheri Lady’98» (Extended Mix) (4:26)

## Чарты
- Аргентина — 1 место
- Венгрия — 1 место
- Перу — 1 место
- Турция — 1 место
- Франция — 2 место
- Испания — 2 место
- Чехия — 7 место
- Швеция — 7 место
- Германия — 16 место
- Австрия — 17 место
- Нидерланды — 51 место

## Кавер-версии и пародии
- В 1986 году российский певец и музыкант Сергей Минаев записал пародийную версию композиции, получившую название «Братец Луи» и вошедшую в магнитоальбом Коллаж[1].
- Египетская певица и актриса Симон[араб.] исполнила песню «Brother Louie» на арабском языке.
- В индийском фильме 1987 года «Танцуй, танцуй» певица Алиша Чинай[англ.] исполнила песню «Zooby, zooby» композитора Баппи Лахири на слова Анджаана[англ.], являющуюся обработанным вариантом «Brother Louie».
- Чехословацкий коллектив «Duo Filigrán» в 1986 году выпустил сингл с кавер-версией песни под названием Brácha Umí[2].
- В 2019 году Дитер Болен записал сольную версию песни с немного изменённой аранжировкой для своего первого сольного альбома Dieter Feat. Bohlen. Клип на песню также был снят.
- В июле 2020 года немецкий диджейский дуэт Vize, казахстанский диджей Imanbek и участник Modern Talking Дитер Болен выпустили кавер-версию «Brother Louie» с Леони, исполняющей припев[3].

## Версия Vize
В июле 2020 года немецкий диджей-дуэт Vize, казахский диджей Imanbek и участник Modern Talking Дитер Болен выпустили кавер-версию песни «Brother Louie», где Leony пела припев.

### Чарты
| Чарт (2020)                     | Высшая позиция |
| ------------------------------- | -------------- |
| Австрия (Ö3 Austria Top 40)     | 32             |
| Германия (GfK)                  | 64             |
| Польша (Polish Airplay Top 100) | 27             |

### Сертификации
| Регион                                                                      | Сертификация | Продажи |
| --------------------------------------------------------------------------- | ------------ | ------- |
| Польша (ZPAV)                                                               | Платиновый   | 50 000  |
| Данные о продажах + прослушиваниях приведены только на основе сертификации. |              |         |